# Кройтский диалект
Кройтский диалект (нем. Kräutermundart) — один из силезских диалектов восточносредненемецкой группы. Используется преимущественно в Нижней Силезии.
Область распространения диалекта занимает территории бывших прусских округов Бреслау, Ноймаркт, Лигнитц, Любен и Гольдберг и граничит, таким образом, с верхнелужицким диалектом на северо-востоке, с найдерландским — на севере, с горносилезским — на юго-востоке и бжег-гродкувским — на юго-западе.
Своё название диалект получил из-за того, что на территории его распространения в основном селились огородники (Krautbauer), занимавшиеся выращиванием овощей, капусты и прочей зелени.